# Haute Pègre (film, 1932)
Pour les articles homonymes, voir Trouble in Paradise et Haute Pègre.
Pour plus de détails, voir Fiche technique et Distribution.
Haute Pègre (Trouble in Paradise) est un film de Ernst Lubitsch sorti en 1932.

## Synopsis
Gaston Monescu, voleur mondain se faisant pour un baron, rencontre, à Venise, l'âme sœur en la personne de Lily de Vautier, séduisante pickpocket se faisant passer pour une comtesse. Ils décident d'associer leurs talents pour cibler la riche et jeune veuve Mariette Collet, dont Gaston réussit à devenir le secrétaire particulier en embauchant Lily comme sténo-dactylo. De plus en plus attaché à son employeuse, mais risquant d'être reconnu par deux de ses soupirants, dont un qu'il avait justement détroussé à Venise, Gaston se décide à vider le coffre de Madame Collet. Mais alors que celle-ci s’apprête à le confondre, Lily se dénonce, et part. Gaston décide finalement de retrouver Lily.

## Fiche technique
- Titre original : Trouble in Paradise
- Titre français : Haute Pègre
- Réalisation : Ernst Lubitsch
- Scénario : Grover Jones et Samson Raphaelson, d’après la pièce A Becsületes Megtaláló de László Aladár
- Costumes : Travis Banton
- Photographie : Victor Milner
- Direction artistique : Hans Dreier
- Musique : W. Franke Harling
- Paroles de la chanson de générique : Leo Robin
- Production : Ernst Lubitsch
- Société de production : Paramount Pictures
- Société de distribution : Paramount Pictures
- Pays d’origine :  États-Unis
- Langue : anglais
- Format : noir et blanc - 35 mm - 1,37:1 - son mono
- Genre : comédie
- Durée : 83 minutes
- Dates de sortie : 
  - États-Unis : 21 octobre 1932
  - France : 2 juin 1933

## Distribution
- Miriam Hopkins : Lily de Vautier
- Kay Francis : Mme Mariette Colet

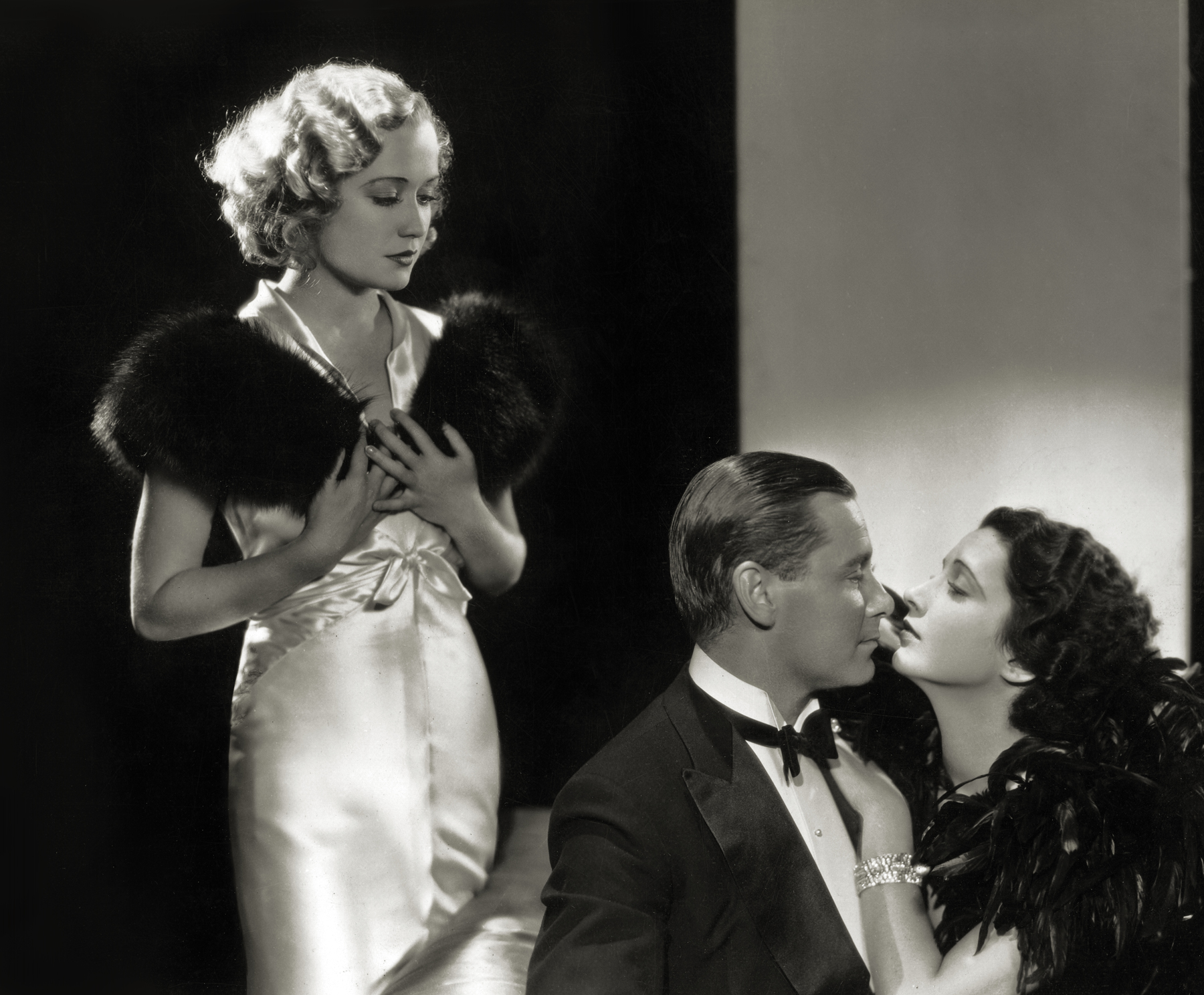
Miriam Hopkins, Herbert Marshall et Kay Francis, photo promotionnelle pour le film.

- Herbert Marshall (VF : René Fleur) : Gaston Monescu, alias Le Val
- Charles Ruggles : le Major
- Edward Everett Horton : François Filiba
- C. Aubrey Smith : Adolph J. Giron
- Robert Greig : Jacques, le majordome de Mariette

et parmi les acteurs non crédités :
- Luis Alberni : l'amateur d'opéra agacé
- Leonid Kinskey : le Russe, un radical
- Fred Malatesta : le directeur de l'hôtel
- Rolfe Sedan : le vendeur de sacs à main
- Larry Steers : un invité
- Nella Walker : Mme Bouchet